# Veolia Transport Auckland
Veolia Transport Auckland, anteriormente Connex Auckland Limitada, es una división de la empresa francesa Veolia. Es la concesionaria de la explotación del servicio de trenes urbanos de pasajeros de Auckland, Nueva Zelanda en virtud del contrato con la Auckland Regional Transport Authority (Autoridad Regional de Transporte de Auckland en inglés), agencia del estado neozelandés propietaria de la red.

## Líneas
La red cuenta con 3 líneas con terminal en la estación Britomart, ubicada en la zona financiera de la ciudad:
- Línea Oeste: comprende 19 estaciones entre Britomart y Waitakere, con una extensión de 31,2 km.
- Línea Este: comprende 17 estaciones entre Britomart y Pukekohe, con una extensión de 51,3 km, la mayoría compartida con la línea sur.
- Línea Sur: comprende 17 estaciones entre Britomart y Pukekohe, con una extensión de 51,3 km, la mayoría compartida con la línea este.